# Cloud (California)
Cloud è una città fantasma degli Stati Uniti d'America situata nella Contea di Kings, nello Stato della California. Si trovava a una distanza di 56 km a sudovest di Lemoore.
Un ufficio postale fu attivo a Watertown tra il 1913 e il 1921.